# Serruria diffusa
Serruria diffusa är en tvåhjärtbladig växtart som beskrevs av Robert Brown. Serruria diffusa ingår i släktet Serruria och familjen Proteaceae. Inga underarter finns listade i Catalogue of Life.